# Downtown Line

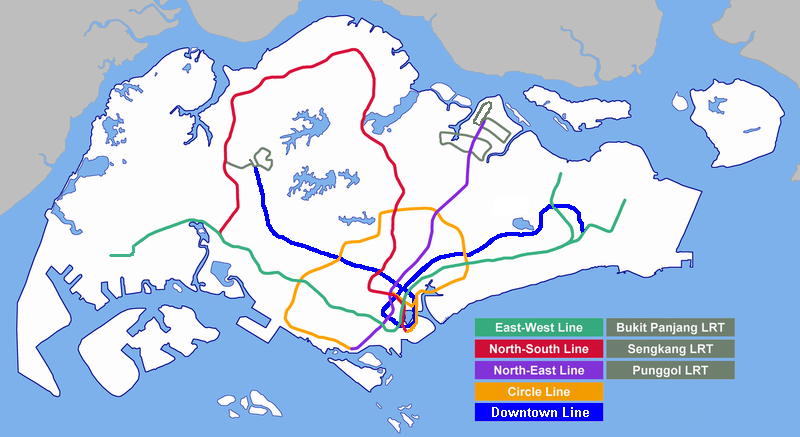
Künftiges Streckennetz mit der Downtown Line (blau)

Die Downtown Line (DTL; deutsch etwa „Innenstadt-Linie“) ist die fünfte Mass-Rapid-Transit-Linie in Singapur. Sie hat 34 Stationen und ist 42 Kilometer lang. Die Inbetriebnahme erfolgte in drei Abschnitten: DTL1 (fertiggestellt 2013), DTL2 (2015) und DTL3 (2017). Einige Erweiterungen werden bis 2025 erwartet.
Die Linie verläuft vollständig im Tunnel, der Betrieb findet automatisch und fahrerlos statt. Zur Linie gehört ein neues Depot (Gali Batu Depot) hinter der Station Bukit Panjang (DT1). Ferner gibt es eine Zufahrt zum 2009 eröffneten Kim Chuan Depot in der Nähe der Station Kaki Bukit (DT28) geschaffen, dort werden die Fahrzeuge für die neue Linie zusammen mit denen der Circle Line gewartet.

## Geschichte
Die Downtown Line wurde stufenweise geöffnet. Abschnitt 1 – von Bugis nach Chinatown eröffnet am 22. Dezember 2013, Abschnitt 2 – von Bugis nach Bukit Panjang im Dezember 2015 und Abschnitt 3 – von Chinatown nach Expo im Oktober 2017.

### Stage 1
Stage 1 der Downtown Line wurde zuerst als Eastern Region Line konzipiert, wurde jedoch als Circle Line Extension wiederbelebt und 2007 in Downtown Line umbenannt, wo sich das integrierte Resort (Marina Bay Sands) und Gardens by the Bay befinden. Mit dem Bau der Erweiterung wurde im Januar 2008 begonnen. Im August 2011 hatte SBS Transit das Angebot der Downtown Line erhalten, die Teil des neuen Rahmens für die Finanzierung der Schiene ist.
- Bugis
- Promenade (Marina Centre)
- Bayfront (Marina Bay Sands and Gardens by the Bay)
- Downtown
- Telok Ayer
- Chinatown

### Stage 2 and 3
Es war Stage 2 eine 20 Kilometer lange Strecke, die die neue Innenstadt mit dem Korridor Bukit Panjang, Upper Bukit Timah und Bukit Timah verbindet und so den starken Verkehr entlang des Sektors mindert. Nach dem Zusammenbruch des Nicoll Highway wurde sie jedoch nach Promenade umgeleitet und mündete in die Stage 1. Die Etappe ist 16,6 km lang und wird von Bukit Panjang zu den Stationen Rochor (einschließlich vier Kreuzungsstationen) geführt Beauty World: Im Juni 2011 wurden sogar Tunnelbohrmaschinen auf den Markt gebracht, und am 12. März 2014 brach der letzte Tunnel bei Rochor.
Im Oktober 2014 wurde bekannt gegeben, dass der Bau von Stage 2 auf das erste Quartal 2016 zurückgedrängt werden musste, weil der Bauunternehmer Alpine Bau Mitte 2013 in Konkurs ging. Am 28. Juni 2015 hatte Verkehrsminister Lui Tuck Yew angekündigt, dass die Verspätung behoben und der Eröffnungszeitpunkt der Phase 2 auf den 27. Dezember 2015 verschoben wurde. Die Stage 3 der Downtown Line begann im November 2011 mit dem Bau. Sie führte von Chinatown bis Expo. Die Strecke wurde am 21. Oktober 2017 eröffnet.
Um die Strecke bedienen zu können, wurde das Gali Batu Depot am 27. Dezember 2015 eröffnet, zuvor wurden die Züge mit Circle Line im Kim Chuan Depot mit der Übernachtungsanlage in Marina Bay geteilt. Das neue Gebäude wurde 2017 eröffnet Das Changi Coast Depot wurde am 21. Oktober 2017 in Tai Seng mit einem neuen Depot eröffnet.
Am 17. Januar 2013 wurden Pläne für eine südliche Erweiterung bekannt gegeben, die von der Expo zur Verbindung mit der Eastern Region Line (ERL) führt. Die ERL wurde inzwischen in die Thomson-East Coast Line eingegliedert. Die Erweiterung sollte mehr Reisemöglichkeiten bieten und die Konnektivität für die Bewohner entlang der Ostküste verbessern. Die Verlängerung der Downtown Line 3 (DTL3e) wurde am 15. August 2014 zusammen mit der Ankündigung der Linie Thomson–East Coast fertiggestellt und angekündigt. Zwei Stationen, die MRT-Station Xilin und die MRT-Station Sungei Bedok, werden zur Downtown Line hinzugefügt, wobei Sungei Bedok als Umsteigestation mit der Linie Thomson–Ostküste dient. Dadurch wird die Strecke um 2,2 km (1,4 Meilen) verlängert. Die Fertigstellung der Etappe 3e ist für 2025 geplant und verbindet die aktuelle East West Line am Station Expo mit der künftigen TEL-Linie am Station Sungei Bedok.
Am 7. März 2019 kündigte die Regierung an, dass die Hume MRT-Station im Jahr 2025 für die Bewohner eröffnet werden soll.

## Route
Die Downtown Line verläuft im Allgemeinen in Ost-West-Richtung von Bukit Panjang im Nordwesten Singapurs durch die Innenstadt von Singapur nach Tampines und zur Singapore Expo im Osten. Es ist 41,9 Kilometer lang und liegt vollständig unter der Erde. Vor dem Bahnhof Bukit Panjang gibt es eine kurze Verlängerung nach Norden zum Depot Gali Batu der Linie. Die Linie beginnt am Bahnhof Bukit Panjang und verläuft dann in südöstlicher Richtung parallel zur Upper Bukit Timah Road und entlang des Bukit Timah Canal durch Bukit Timah. Die Linie fährt dann in den zentralen Bereich ein und passiert den Bahnhof Little India, bevor sie über den Bahnhof Bugis das Central Business District erreicht. Die Downtown-Linie verläuft parallel zur Circle Line an den Stationen Promenade und Bayfront. Die Linie führt durch den Downtown Core und wechselt am Bahnhof Chinatown in die North East Line. Nach dem Bahnhof Chinatown verläuft die Linie in nordöstlicher Richtung und unter dem Singapore River hindurch. Zwischen den Stationen Bencoolen und Jalan Besar kreuzt sich die Linie selbst, die erste MRT-Linie, die dies tat. Nach dem Bahnhof Geylang Bahru führt die Linie allgemein weiter nach Osten, durch die Industriegebiete Kampong Ubi und Kaki Bukit (kurz parallel zur Ubi Avenue 2 und Kaki Bukit Avenue 1), bevor sie weiter in Richtung Tampines Regional Center verläuft und nach Süden führt, wo sie endet Changi Business Park. Die DTL3-Erweiterung (DTL3e) vom Bahnhof Expo wird die Strecke am Bahnhof Sungei Bedok weiter in Richtung der Thomson-East Coast Line verlängern.

## Stationen
| Kürzel | Station          | Übergang                     |
| DTL2   | DTL2             | DTL2                         |
| ------ | ---------------- | ---------------------------- |
| DT1    | Bukit Panjang    | Bukit Panjang LRT BP6        |
| DT2    | Cashew           |                              |
| DT3    | Hillview         |                              |
| DT4    | Hume             |                              |
| DT5    | Beauty World     |                              |
| DT6    | King Albert Park |                              |
| DT7    | Sixth Avenue     |                              |
| DT8    | Tan Kah Kee      |                              |
| DT9    | Botanic Gardens  | Circle Line CC19             |
| DT10   | Stevens          | Thomson-East Coast Line TE11 |
| DT11   | Newton           | North South Line NS21        |
| DT12   | Little India     | North East Line NE7          |
| DT13   | Rochor           |                              |
| DTL1   |                  |                              |
| DT14   | Bugis            | East West Line EW12          |
| DT15   | Promenade        | Circle Line CC4              |
| DT16   | Bayfront         | Circle Line CE1              |
| DT17   | Downtown         |                              |
| DT18   | Telok Ayer       |                              |
| DT19   | Chinatown        | North East Line NE4          |
| DTL3   |                  |                              |
| DT20   | Fort Canning     |                              |
| DT21   | Bencoolen        |                              |
| DT22   | Jalan Besar      |                              |
| DT23   | Bendemeer        |                              |
| DT24   | Geylang Bahru    |                              |
| DT25   | Mattar           |                              |
| DT26   | MacPherson       | Circle Line CC10             |
| DT27   | Ubi              |                              |
| DT28   | Kaki Bukit       |                              |
| DT29   | Bedok North      |                              |
| DT30   | Bedok Reservoir  |                              |
| DT31   | Tampines West    |                              |
| DT32   | Tampines         | East West Line EW2           |
| DT33   | Tampines East    |                              |
| DT34   | Upper Changi     |                              |
| DT35   | Expo             | East West Line CG1           |
| DT36   | Xilin            |                              |
| DT37   | Sungei Bedok     | Thomson-East Coast Line TE31 |

## Fahrzeuge
Seit 2011 verfügt die Downtown Line über einen Typ von Schienenfahrzeugen, die Bombardier MOVIA C951-Wagen, die in einer Formation mit drei Wagen verkehren. Seit der Eröffnung der zweiten Etappe der Innenstadtlinie am 27. Dezember 2015 wurden sie im Gali Batu Depot abgestellt. In der Zeit zwischen der Eröffnung von Etappe 1 und der Eröffnung von Etappe 2 wurden die Züge in einer Wartungsanlage abgestellt, die in Marina gebaut wurde Bay als Teil des Circle-Line-Projekts. Im Kim Chuan Depot befand sich das Operations Control Center für die Downtown Line Stage 1, bis das Gali Batu Depot fertig war.
Am 12. Oktober 2012 traf der erste von elf Zügen der Strecke im Hafen von Jurong ein. Es wurde zum Kim Chuan Depot transportiert, um dort von der LTA getestet zu werden, bevor es an SBS Transit übergeben wurde. Bis zum 28. Februar 2013 hatte Bombardier fünf der elf Züge für die erste Etappe der Downtown-Linie ausgeliefert. LTA führte zusammen mit dem Betreiber SBS Transit die notwendigen Tests durch, um sicherzustellen, dass Sicherheitsstandards, funktionale Leistung und Systemkompatibilitätsanforderungen erfüllt wurden, bevor der Steuerdienst am 22. Dezember 2013 begann. Die Tests für Stufe 2 begannen am 25. Oktober 2015 und das an das Gali Batu Depot gelieferte Rollmaterial wurde am 21. Oktober 2015 in Stufe 1 in Betrieb genommen, während SBS Transit die Ausrüstung zur Verwaltung der DTL-Züge während der umsatzfreien Zeiten langsam zum Gali Batu Depot verlegte. Das Kim Chuan Depot war zusammen mit dem angrenzenden Tai Seng Facility Building bis zur Eröffnung von Phase 3 nur in geringem Umfang in Betrieb. Ein neues Depot mit dem Namen East Coast Integrated Depot ist geplant, um der Strecke im Jahr 2026 zusätzliche Abstellkapazitäten zur Verfügung zu stellen. Die Tests zur Integration von Systemen der Stufe 3 und dem Rest der Linie begannen vom 14. Mai 2017 bis zum 27. August 2017.